# 625
Năm 625 là một năm trong lịch Julius. 